# Cyclops helleri
Cyclops helleri – wątpliwy gatunek widłonoga z rodziny Cyclopidae. Nazwa naukowa gatunku została po raz pierwszy opublikowana w 1878 roku przez brytyjskiego zoologa George’a Stewardsona Brady’ego. Opisu dokonano w oparciu o młodocianego osobnika, prawdopodobnie z rodzaju Acanthocyclops.